# Jacques Cappel
Jacques Cappel (Rennes, 1570 – Sedan, 1624) è stato un religioso francese.

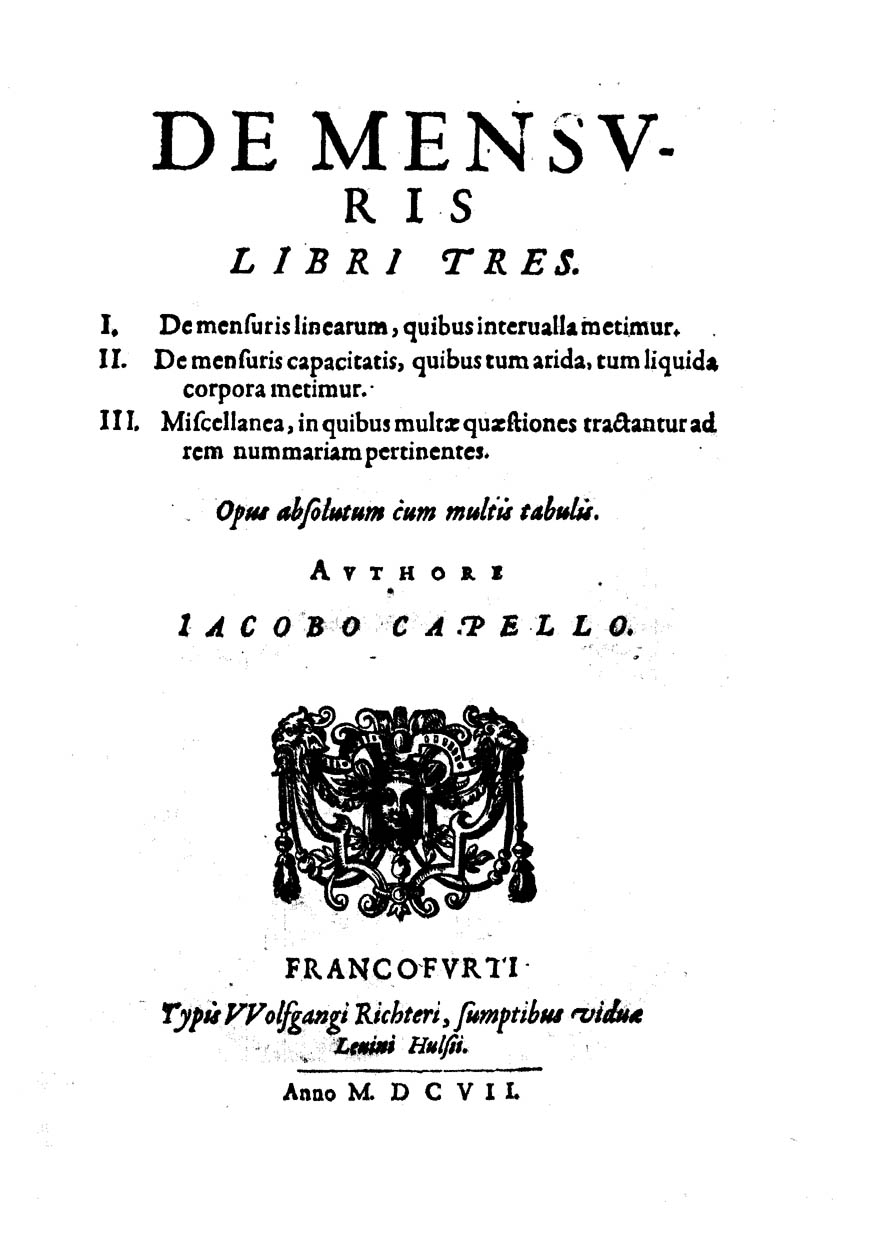
De mensuris, 1607

Figlio dell'accademico Louis Cappel de Montgemberg, ottenne la cattedra di lingua ebraica nel 1610 e diventò pastore. Era zio di Louis Cappel.

## Opere
- (LA) De mensuris, Frankfurt am Main, Levin Hulsius, vidua, 1607.